# 长柄油丹
长柄油丹（学名：[Alseodaphne petiolaris] 错误：{{Lang}}：文本有斜体标记（帮助））为樟科油丹属下的一个种。

## 扩展阅读
- 維基物種上的相關：长柄油丹